# Hydropsyche ambigua
Hydropsyche ambigua är en nattsländeart som beskrevs av Schmid 1973. Hydropsyche ambigua ingår i släktet Hydropsyche och familjen ryssjenattsländor. Inga underarter finns listade i Catalogue of Life.